# Pseudepicausta andreinii
Pseudepicausta andreinii är en tvåvingeart som först beskrevs av Mario Bezzi 1908.  Pseudepicausta andreinii ingår i släktet Pseudepicausta och familjen bredmunsflugor.
Artens utbredningsområde är Eritrea. Inga underarter finns listade i Catalogue of Life.